# Murviel-lès-Montpellier
Murviel-lès-Montpellier (okzitanisch Mervièlh) ist eine französische Gemeinde im Département Hérault, in der Region Okzitanien. Sie gehört zum Arrondissement Montpellier und zum Kanton Pignan. Die Gemeinde hat 2002 Einwohner (Stand 1. Januar 2022), sie werden Murvielois, resp. Murvieloises genannt.

## Geographie
Murviel-lès-Montpellier liegt westlich von Montpellier. Die Gemeinde grenzt im Norden an Montarnaud, im Osten an Saint-Georges-d’Orques, im Süden an Pignan und im Westen an Saint-Paul-et-Valmalle. Durch die Gemeinde führt die Durchgangsstraße D27 von Saint-Paul-et-Valmalle nach Saussan. Das nördliche und östliche Gemeindegebiet wird durch eine recht große Zahl von Zuflüssen zum Ruisseau de Lasséderon entwässert, im zentralen Teil entspringt der Ruisseau de Vertoublanc, im südlichen Gemeindegebiet der Ruisseau de Pignaret und im Westen Zuflüsse zum Ruisseau de Coulazou. Die Bäche münden in den Fluss Mosson, der seinerseits über den Lez östlich von Villeneuve-lès-Magelone in den Lagunensee Étang de l’Arnel entwässert. Zur Gemeinde gehören die folgenden Weiler: Saint-Julia, le Château, Champ du Four, la Cioutat, Lardène.

## Geschichte
Die heutige Gemeinde bestand schon als Gallo-römische Siedlung unter dem Namen Altimurium (lateinisch; deutsch: hohe Mauern). Die Reste der Stadtmauer und ein römischer Brunnen stehen heute unter Schutz.

## Bevölkerungsentwicklung
| Jahr      | 1962 | 1968 | 1975 | 1982 | 1990 | 1999 | 2006 | 2017 |
| --------- | ---- | ---- | ---- | ---- | ---- | ---- | ---- | ---- |
| Einwohner | 390  | 424  | 441  | 687  | 935  | 1208 | 1602 | 1883 |

## Einzelbelege
1. ↑  Murviel-lès-Montpellier auf habitants.fr